# Correa eburnea
Correa eburnea (Deep Creek Correa)  es una especie angiosperma, de arbusto endémico del sur de  Australia.
Esta especie fue descrita formalmente por vez primera por Paul G.Wilson en 1998 en la revista botánica  Nuytsia de material recogido procedente del Deep Creek Conservation Park en la península de Fleurieu.
La especie Correa eburnea está catalogada como "especie vulnerable" según el acta National Parks and Wildlife Act (1972) del sur de Australia